# Fasciola hepatica
Fascíola (Fasciola hepatica) é um verme achatado, trematódeo da família dos fasciolídeos, filo Platyhelminthes, parasita dos canais biliares do boi, ovelha, cabra, porco e, raramente, do homem. Tal verme apresenta corpo de coloração avermelhada (acinzentada na porção anterior), foliáceo, achatado, com ventosa ventral e oral pequena e faringe bem desenvolvida. Também é conhecida pelos nomes de barata-do-fígado, baratinha-do-fígado, dúvia e saguaipé.

## Ciclo de vida
O parasita, no homem, vive em geral nas vias biliares, alvéolos pulmonares e demais localizações, sendo que apresenta um ciclo evolutivo do tipo heteroxênico (mais de um hospedeiro de espécie diferente para completar seu ciclo de vida), seguindo a seguinte ordem:
1- Os ovos são lançados à bile e eliminados pelas fezes
2- Após, originam miracídeos em condições favoráveis (principalmente temperatura e iluminação) e estes são atraidos até o caramujo
3- Cada miracídeo forma um esporocisto, que por sua vez origina em torno de 8 rédias
4- As rédeas podem originar novas cercárias ou se multiplicarem novamente
5- As cercárias formadas nadam até o solo ou superficie da água e perdem a cauda, encistando-se logo em seguida (metacercária)
6- A metacercária infecta o hospedeiro quando este bebe água contaminada ou come alimentos contaminados
7- Desencista no Intestino Delgado, perfura sua parede e migra pelo parênquima hepático
8- A metacercária chega aos ductos biliares após dois meses
9- No fígado, a metacercária completa a maturação

### Patogenia
A patogenia se dá, não diretamente pelo toxicidade do parasito mas sim, pela resposta do hospedeiro, isto é, uma inflamação crônica no fígado e ductos biliares. Nos humanos, por serem hospedeiros acidentais, as lesões são menores devido a diminuta carga parasitária